# Tanganyikasøen
Tanganyikasøen er en stor sø i Afrika med et areal på 32.000 km². Største dybde er 1.471 m.
Den antages at være den næstældste og næstdybeste sø i verden efter Bajkalsøen i Sibirien.
Søen er delt mellem fire lande: Burundi, Den Demokratiske Republik Congo, Tanzania og Zambia, med Congo (45%) og Tanzania (41%) som dem, der har størsteparten af søen.
Tanganyikasøen blev først opdaget af europæere i 1858, da de opdagelsesrejsende Richard Francis Burton og John Speke nåede den, mens de ledte efter Nilens kilder. Speke fortsatte og fandt til slut kilden, Victoriasøen.
Flere dyrearter er endemiske for Tanganyikasøen, deriblandt mange ciclider.
 Der er for få eller ingen kildehenvisninger i denne artikel, hvilket er et problem. Du kan hjælpe ved at angive troværdige kilder til de påstande, som fremføres i artiklen.

- Wikimedia Commons har flere filer relateret til Tanganyikasøen